# Aeroportul Beslan
Aeroportul Beslan (IATA: OGZ, ICAO: URMO) este un aeroport din Beslan, Pravoberezhny District⁠(d), Osetia de Nord, Rusia ce deservește zona Vladikavkaz. Aeroportul a fost tranzitat în 2021 de 705.783 de pasageri.
Situat la o altitudine de 510 m, aeroportul dispune de 1 pistă.

## Infrastructură

### Piste
Aeroportul dispune de o singură pistă. Pista 09/27 are suprafața de asfalt și dimensiunile 3.000 m × 45 m. 